# Allan Nielsen
Allan Nielsen (Esbjerg, 13 de março de 1971) é um ex-futebolista profissional dinamarquês, meia, retirado.

## Carreira
Allan Nielsen se profissionalizou no Bayern Munich, pois não atuou nas clubes nacionais na juventude.
Integrou a Seleção Dinamarquesa de Futebol na Eurocopa de 1996 e Euro 2000.

## Títulos

### Clubes
Odense
- Danish Cup: 1992–93

Brøndby
- Danish Superliga: 1995–96

Tottenham
- League Cup: 1998–99]

### Individual
- Troféu Alan Hardaker: 1999
- Futebolista Dinamarquês do Ano: 1996